# 우야즈도프스키성

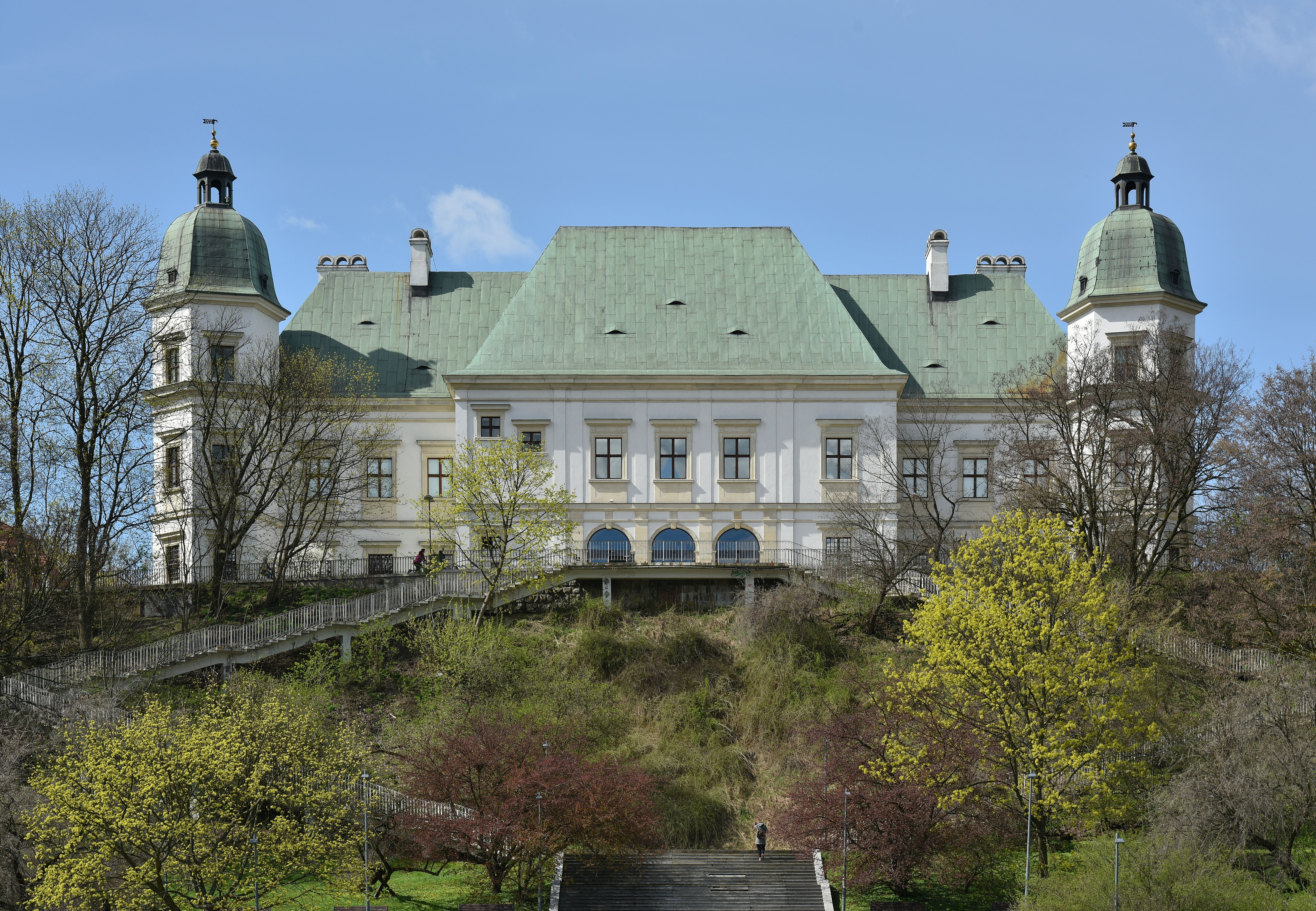
우야즈도프스키성

우야즈도프스키성(폴란드어: Zamek Ujazdowski)은 폴란드 바르샤바에 있는 성이다. 우야즈도프 공원과 와지엔키 공원 사이에 위치하고 있다.
13세기에 지어졌으며, 여러 차례 재건되었다. 바르샤바의 많은 건물과 마찬가지로 1944년 바르샤바 봉기로 인해 많은 피해를 입었다. 1974년에 재건되어 현재는 우야즈도프성 현대 미술 센터로 사용되고 있다.